# آرمنین اینترنشنال ایرویز
آرمنین اینترنشنال ایرویز (به انگلیسی: Armenian International Airways) یک شرکت هواپیمایی با کد یاتا MV است که در تاریخ ۲۰۰۲ میلادی تأسیس شده است. دفتر مرکزی آرمنین اینترنشنال ایرویز در ایروان، ارمنستان واقع شده‌است و قطب این شرکت هواپیمایی در فرودگاه بین‌المللی زوارتنوتس قرار دارد.